# Eois ambarilla
Eois ambarilla là một loài bướm đêm trong họ Geometridae.